# Leichtathletik-Europameisterschaften 2010/1500 m der Frauen

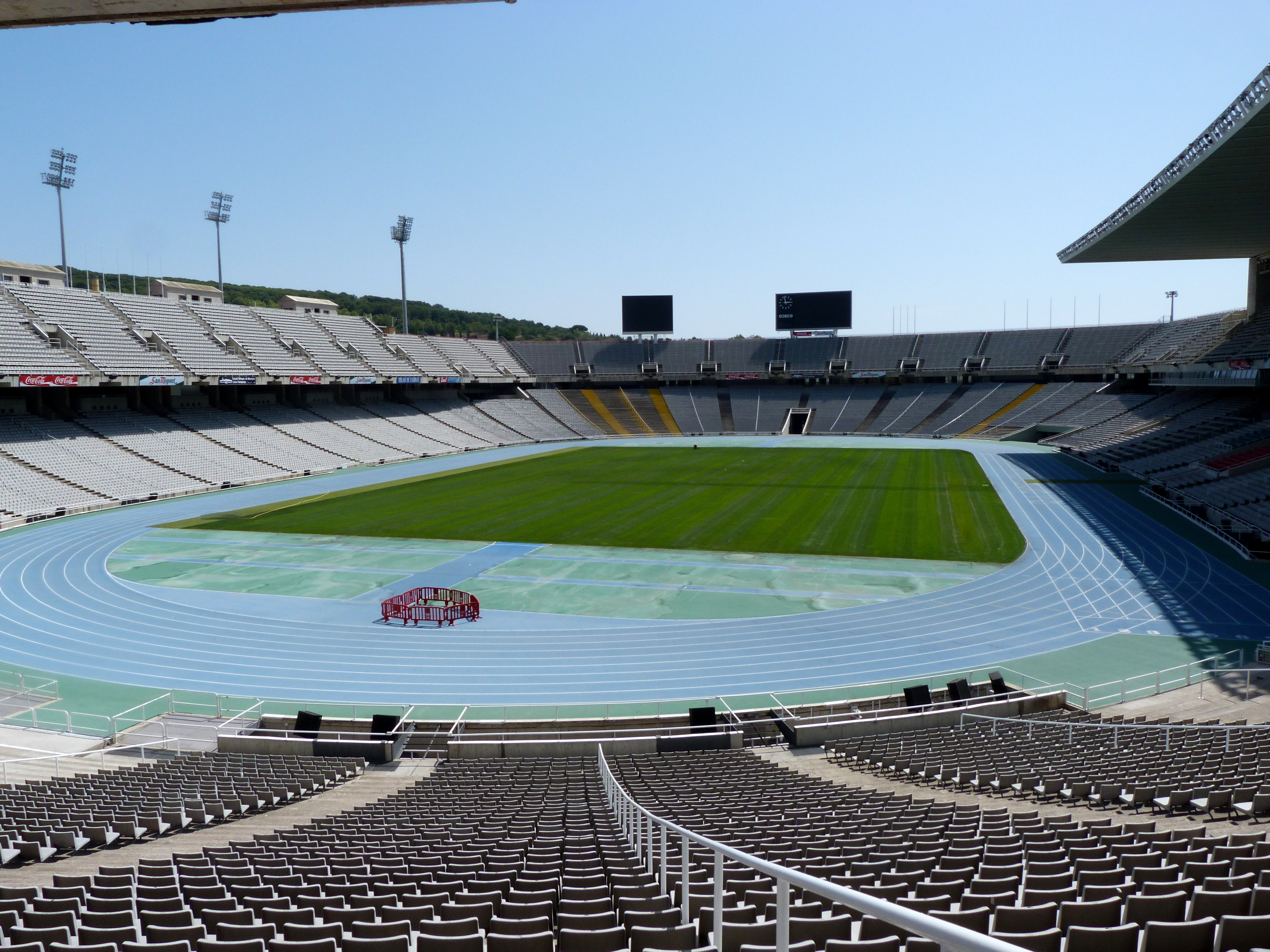
Das Olympiastadion Estadi Olímpic Lluís Companys
Barcelona im Jahr 2012

Der 1500-Meter-Lauf der Frauen bei den Leichtathletik-Europameisterschaften 2010 wurde am 30. Juli und 1. August 2010 im Olympiastadion Estadi Olímpic Lluís Companys der spanischen Stadt Barcelona ausgetragen.
In diesem Wettbewerb errangen die spanischen Mittelstreckenläuferinnen mit Gold und Bronze zwei Medaillen. Europameisterin wurde Nuria Fernández. Sie gewann vor der Französin Hind Dehiba Chahyd. Bronze ging an Natalia Rodríguez.

## Bestehende Rekorde
| Weltrekord           | 3:50,46 min | Qu Yunxia          | Peking, Volksrepublik China | 11. September 1993 |
| Europarekord         | 3:52,47 min | Tatjana Kasankina  | Zürich, Schweiz             | 13. August 1980    |
| Meisterschaftsrekord | 3:56,91 min | Tatjana Tomaschowa | EM Göteborg, Schweden       | 13. August 2006    |

Der bestehende EM-Rekord wurde bei diesen Europameisterschaften nicht erreicht. Die schnellste Zeit erzielte die spanische Europameisterin Nuria Fernández im Finale mit 4:00,20 min, womit sie 3,29 s über dem Rekord blieb. Zum Europarekord fehlten ihr 7,73 s, zum Weltrekord 9,74 s.

## Doping
Wie auch auf der kürzeren Mittelstrecke waren im 1500-Meter-Lauf Dopingfälle zu beklagen, hier waren es vier:
- Die Türkin Aslı Çakır Alptekin, zunächst Fünfte, ist eine Mehrfachtäterin in Sachen Doping. Schon 2004 wurde sie positiv auf Methenolon getestet. Nun wurde Alptekin erneut suspendiert und 2015 rückwirkend für acht Jahre gesperrt, ein Strafmaß, das die IAAF für Wiederholungstäterinnen vorschreibt.[3]
- Die Russin Anna Alminowa, ursprüngliche Sechste, wurde positiv auf die verbotene Substanz Pseudoephedrin getestet. Ihr Resultat der Europameisterschaften von 2010 wurde später annulliert.[4]
- Der Belarussin Natallja Karejwa, im Vorlauf ausgeschieden, wurden Abweichungen im Biologischen Pass für den 28. Juli 2010 nachgewiesen, die ihren Dopingbetrug belegten. Ihr Resultat bei diesen Europameisterschaften wurde annulliert und sie erhielt eine Sperre vom 22. August 2014 bis 21. August 2016.[5]
- Der Russin Natalja Jewdokimowa, im Vorlauf ausgeschieden, wurde per Bluttest Dopingmissbrauch nachgewiesen. Ihre Resultate vom 17. August 2009 bis 29. Mai 2012 wurden gestrichen und sie wurde beginnend am 14. April 2016 für vier Jahre gesperrt.[6]

Leidtragende waren vor allem zwei Läuferinnen, denen die eigentlich zugestandene Finalteilnahme verwehrt blieb:
- Renata Pliś, Polen – qualifiziert als Vierte des zweiten Vorlaufs
- Ingvill Måkestad Bovim, Norwegen – qualifiziert über ihre Zeit im zweiten Vorlauf

## Legende
Kurze Übersicht zur Bedeutung der Symbolik – so üblicherweise auch in sonstigen Veröffentlichungen verwendet:
| DNF | Wettkampf nicht beendet (did not finish) |
| DOP | wegen Dopingvergehens disqualifiziert    |

## Vorrunde
Die Vorrunde wurde in zwei Läufen durchgeführt. Die ersten vier Athletinnen pro Lauf – hellblau unterlegt – sowie die darüber hinaus vier zeitschnellsten Läuferinnen – hellgrün unterlegt – qualifizierten sich direkt für das Finale.

### Vorlauf 1

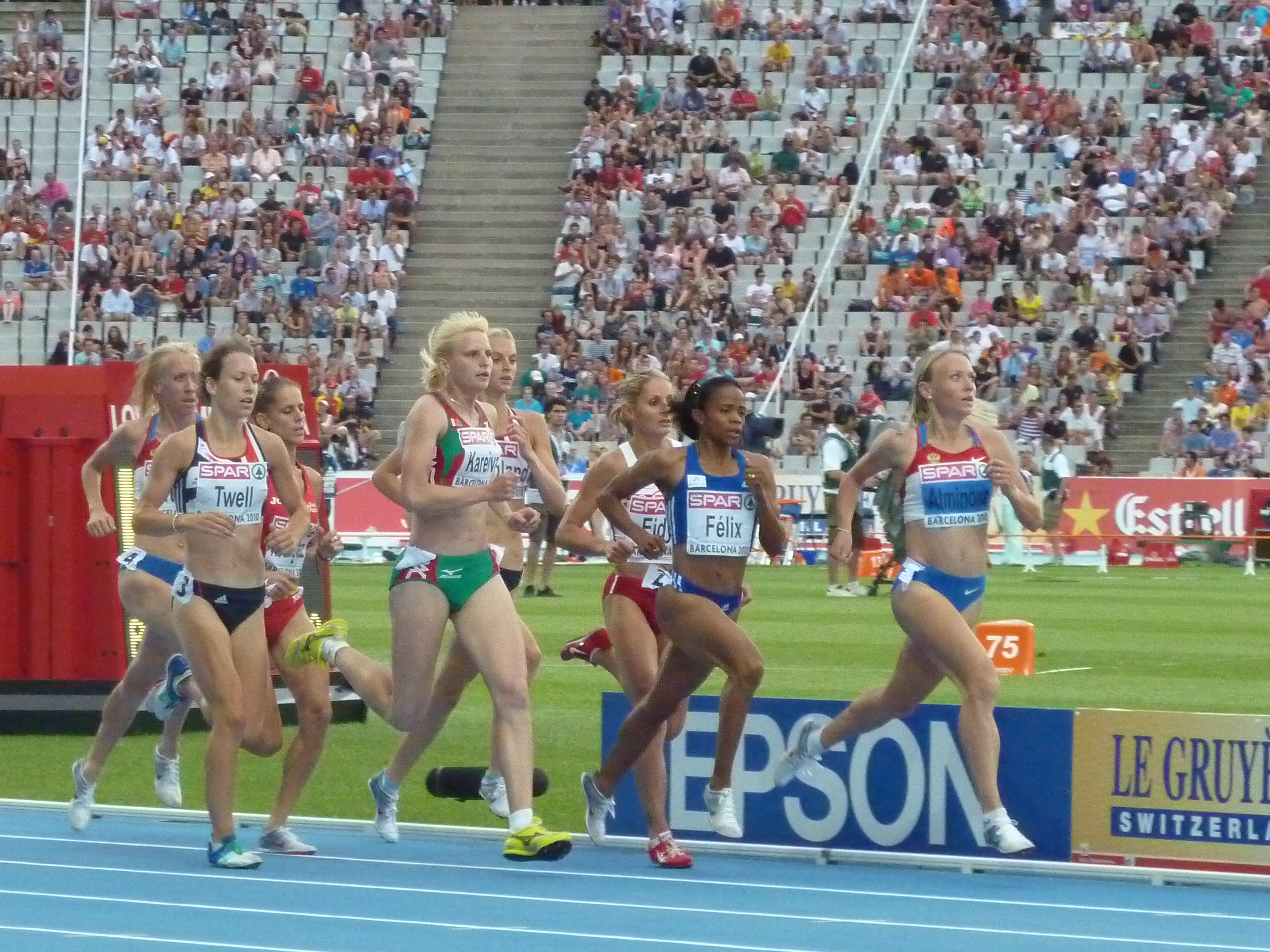
Das erste schnellere von zwei Vorrundenrennen
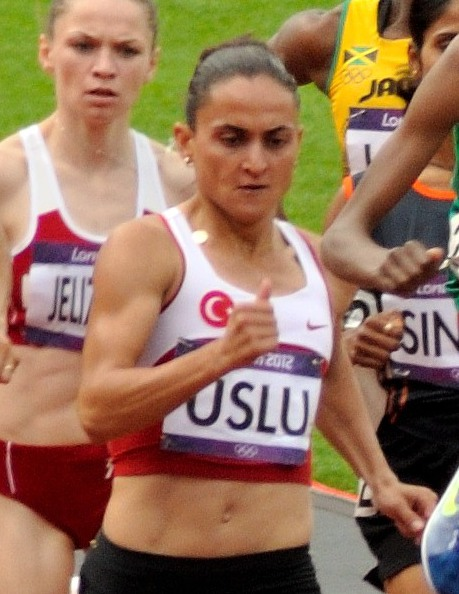
Als Achte ihres Vorlaufs schied Binnaz Uslu in der Vorrunde aus

30. Juli 2010, 20:00 Uhr
| Platz | Name                | Nation         | Zeit (min) | Anmerkung                 |
| ----- | ------------------- | -------------- | ---------- | ------------------------- |
| 1     | Fanjanteino Félix   | Frankreich     | 4:04,75    |                           |
| 2     | Natalia Rodríguez   | Spanien        | 4:04,95    |                           |
| 3     | Oxana Sbroschek     | Russland       | 4:05,18    |                           |
| 4     | Hanna Mischtschenko | Ukraine        | 4:05,59    |                           |
| 5     | Stephanie Twell     | Großbritannien | 4:05,63    |                           |
| 6     | Sylwia Ejdys        | Polen          | 4:05,76    |                           |
| 7     | Hannah England      | Großbritannien | 4:06,02    |                           |
| 8     | Binnaz Uslu         | Türkei         | 4:12,04    |                           |
| DNF   | Sultan Hayda        | Türkei         |            |                           |
| DOP   | Anna Alminowa       | Russland       | 4:05,14    | für das Finale zugelassen |
| DOP   | Natallja Karejwa    | Belarus        | 4:06,89    |                           |

### Vorlauf 2

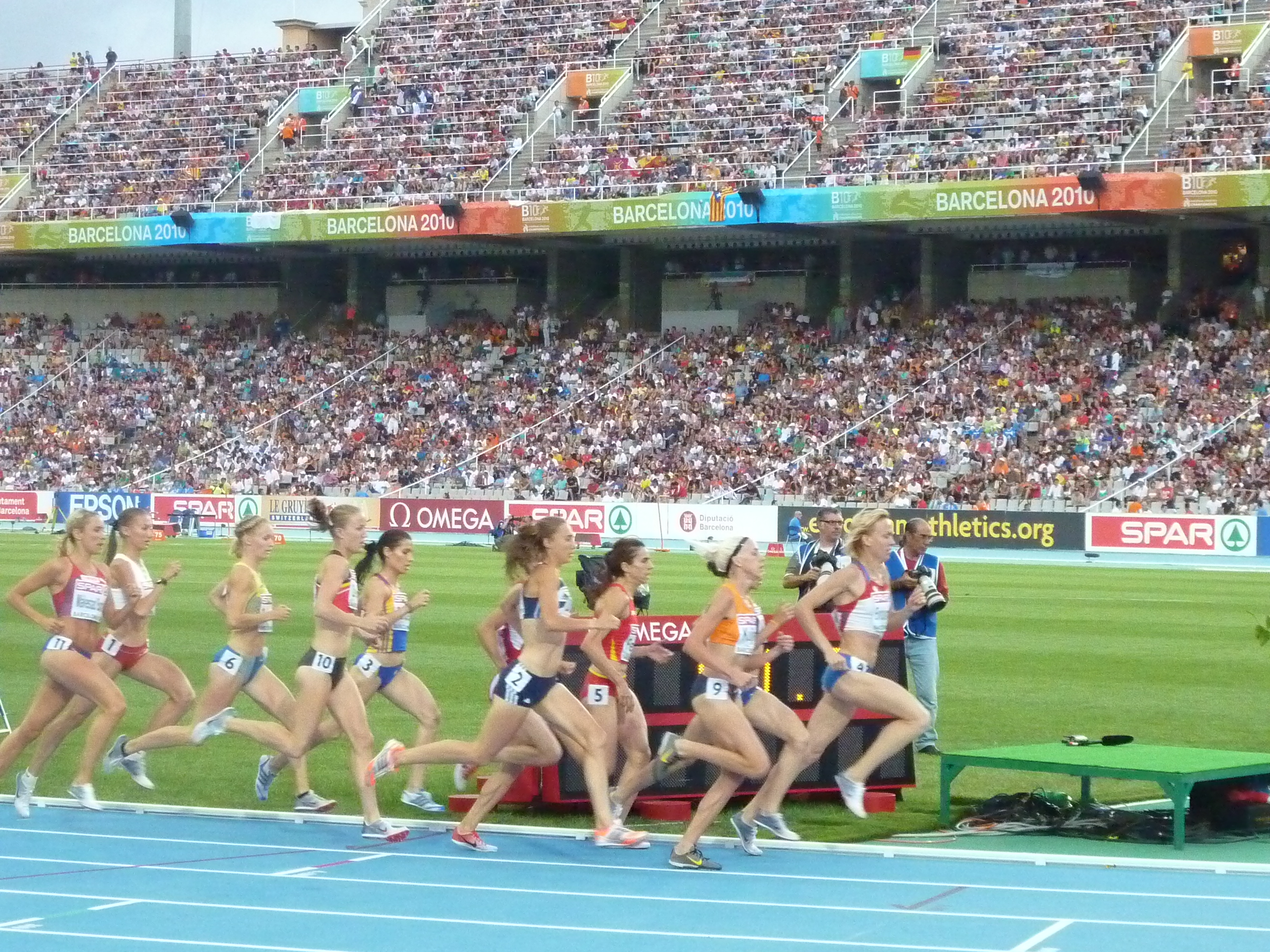
Szene aus dem zweiten Vorlauf

30. Juli 2010, 20:25 Uhr
| Platz | Name                   | Nation         | Zeit (min) | Anmerkung                              |
| ----- | ---------------------- | -------------- | ---------- | -------------------------------------- |
| 1     | Lisa Dobriskey         | Großbritannien | 4:06,00    |                                        |
| 2     | Nuria Fernández        | Spanien        | 4:06,03    |                                        |
| 3     | Hind Dehiba Chahyd     | Frankreich     | 4:06,17    |                                        |
| 4     | Renata Pliś            | Polen          | 4:07,20    | eigentlich für das Finale qualifiziert |
| 5     | Ingvill Måkestad Bovim | Norwegen       | 4:07,49    | eigentlich für das Finale qualifiziert |
| 6     | Charlotte Schönbeck    | Schweden       | 4:08,42    |                                        |
| 7     | Lindsey De Grande      | Belgien        | 4:10,24    |                                        |
| 8     | Susan Kuijken          | Niederlande    | 4:11,03    |                                        |
| 9     | Marina Munćan          | Serbien        | 4:19,32    |                                        |
| DNF   | Liliana Bărbulescu     | Rumänien       |            |                                        |
| DOP   | Aslı Çakır Alptekin    | Türkei         | 4:05,53    | für das Finale zugelassen              |
| DOP   | Natalja Jewdokimowa    | Russland       | 4:08,08    |                                        |

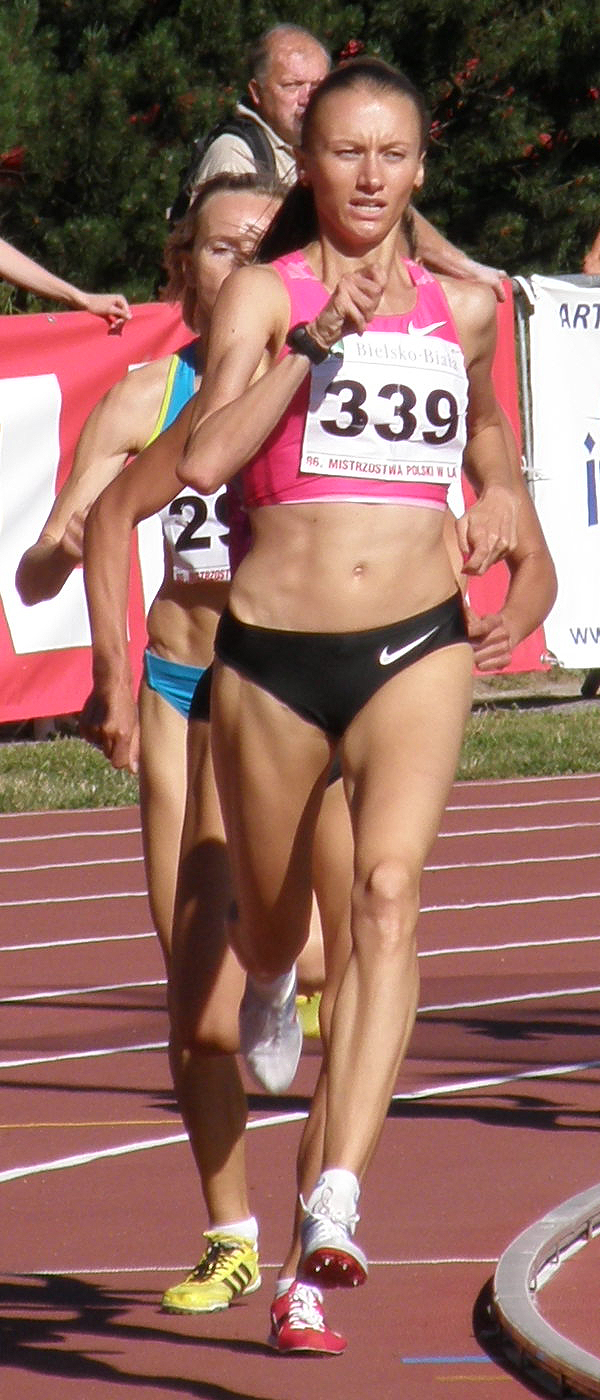
Renata Pliś hatte sich als Vierte ihres Vorlaufs eigentlich die Startberechtigung für das Finale verdient
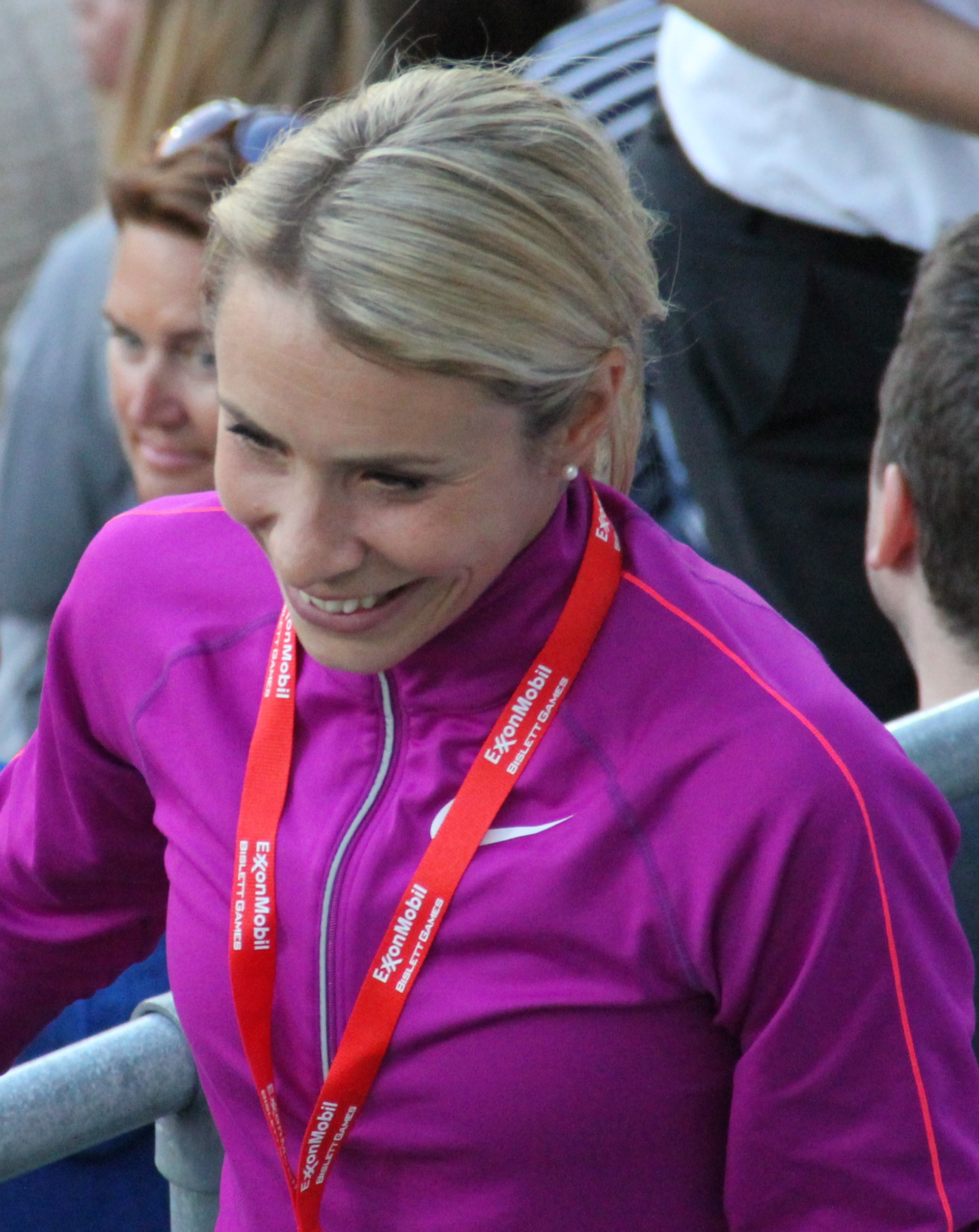
Ingvill Måkestad Bovim hätte über ihre Zeit eigentlich am Finale teilnehmen können
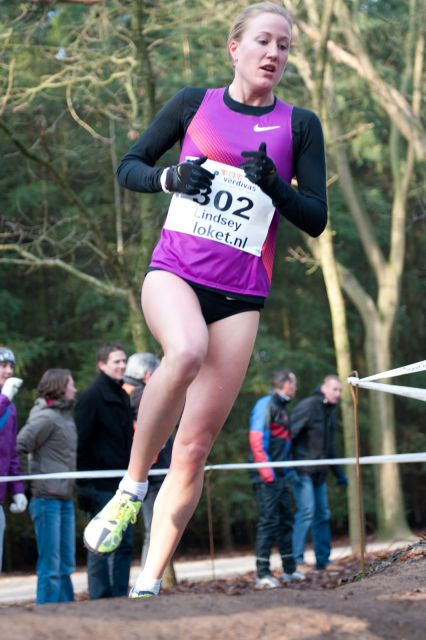
Lindsey De Grande scheiterte als Siebte ihres Vorlaufs in der Vorrunde

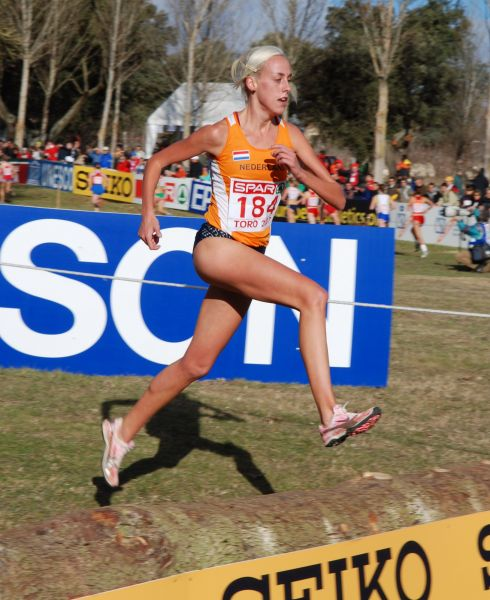
Susan Kuijken, spätere Susan Krumins, erreichte als Achte des zweiten Vorlaufs nicht das Finale
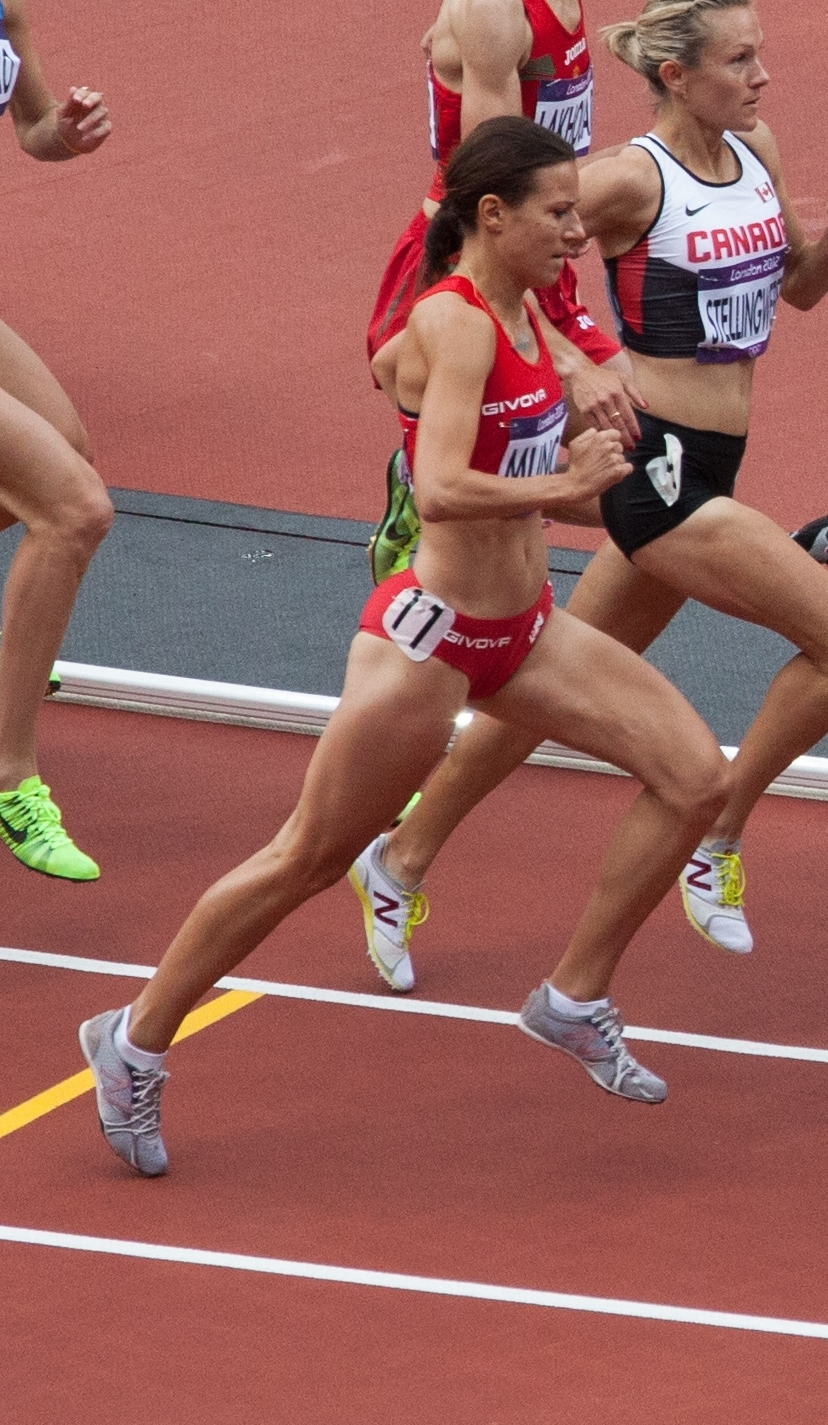
Marina Munćan (im Vordergrund) wurde abgeschlagene Neunte in ihrem Vorlauf
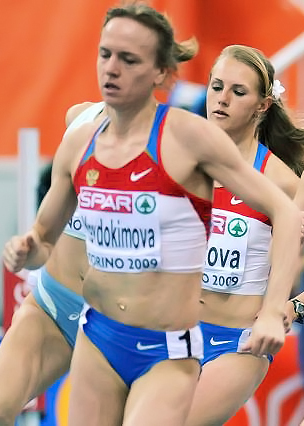
Natalja Jewdokimowa – eine von vier Dopingsünderinnen dieses Wettbewerbs

## Finale
1. August 2010, 21:15 Uhr
| Platz | Name                | Nation         | Zeit (min) |
| ----- | ------------------- | -------------- | ---------- |
| 1     | Nuria Fernández     | Spanien        | 4:00,20    |
| 2     | Hind Dehiba Chahyd  | Frankreich     | 4:01,17    |
| 3     | Natalia Rodríguez   | Spanien        | 4:01,30    |
| 4     | Lisa Dobriskey      | Großbritannien | 4:01,54    |
| 5     | Stephanie Twell     | Großbritannien | 4:02,70    |
| 6     | Fanjanteino Félix   | Frankreich     | 4:04,16    |
| 7     | Oxana Sbroschek     | Russland       | 4:04,91    |
| 8     | Hannah England      | Großbritannien | 4:05,07    |
| 9     | Hanna Mischtschenko | Ukraine        | 4:05,22    |
| 10    | Sylwia Ejdys        | Polen          | 4:24,82    |
| DOP   | Aslı Çakır Alptekin | Türkei         | 4:02,17    |
| DOP   | Anna Alminowa       | Russland       | 4:02,24    |

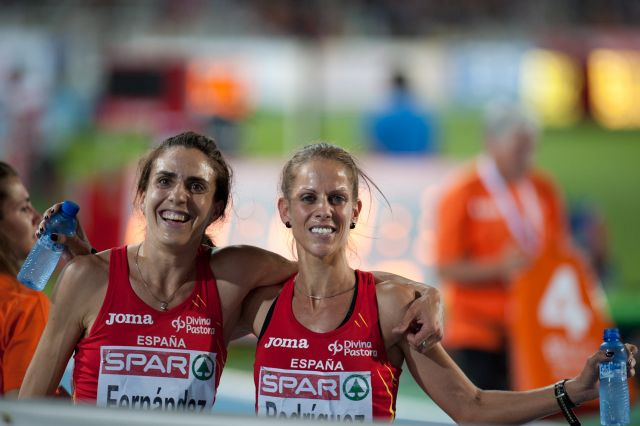
Zwei glückliche Medaillengewinnerinnen: Siegerin Nuria Fernández (links) und Natalia Rodríguez (Bronze)

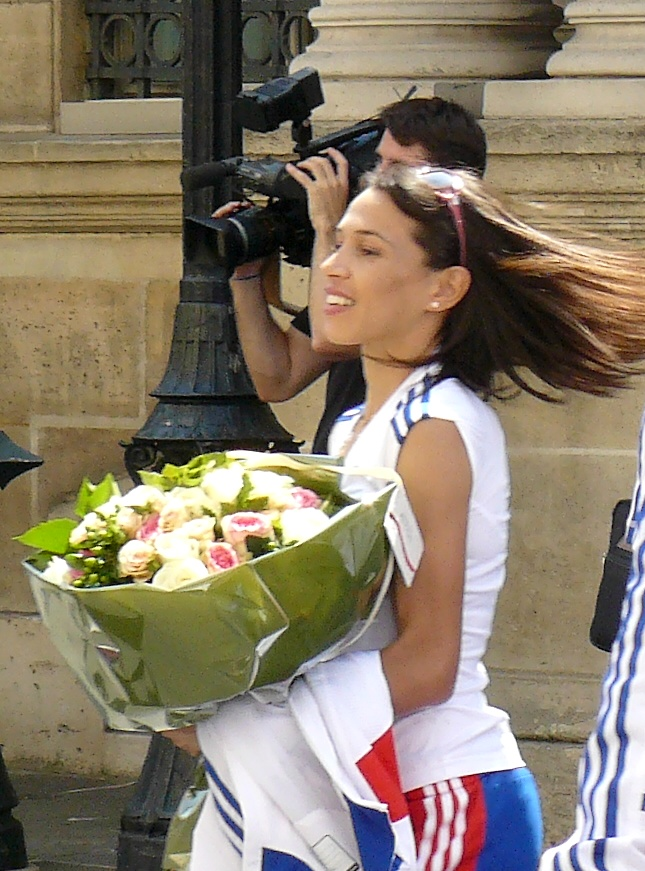
Silbermedaillengewinnerin Hind Dehiba Chahyd
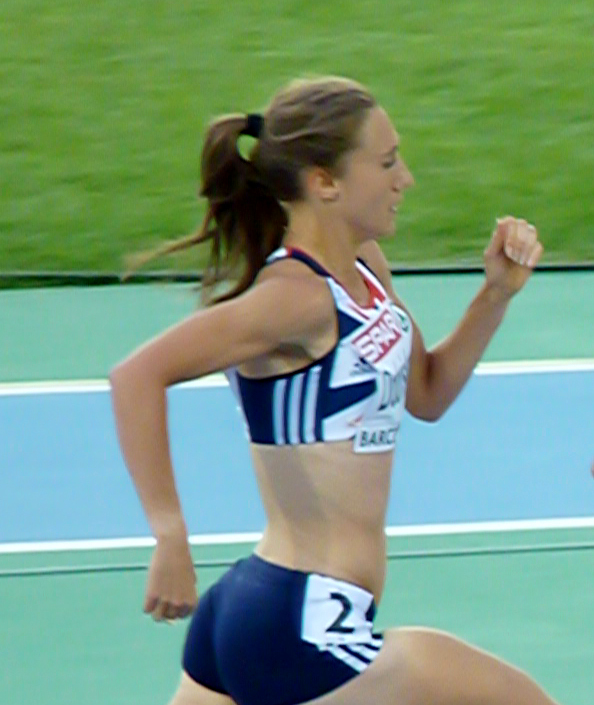
Lisa Dobriskey belegte Rang vier
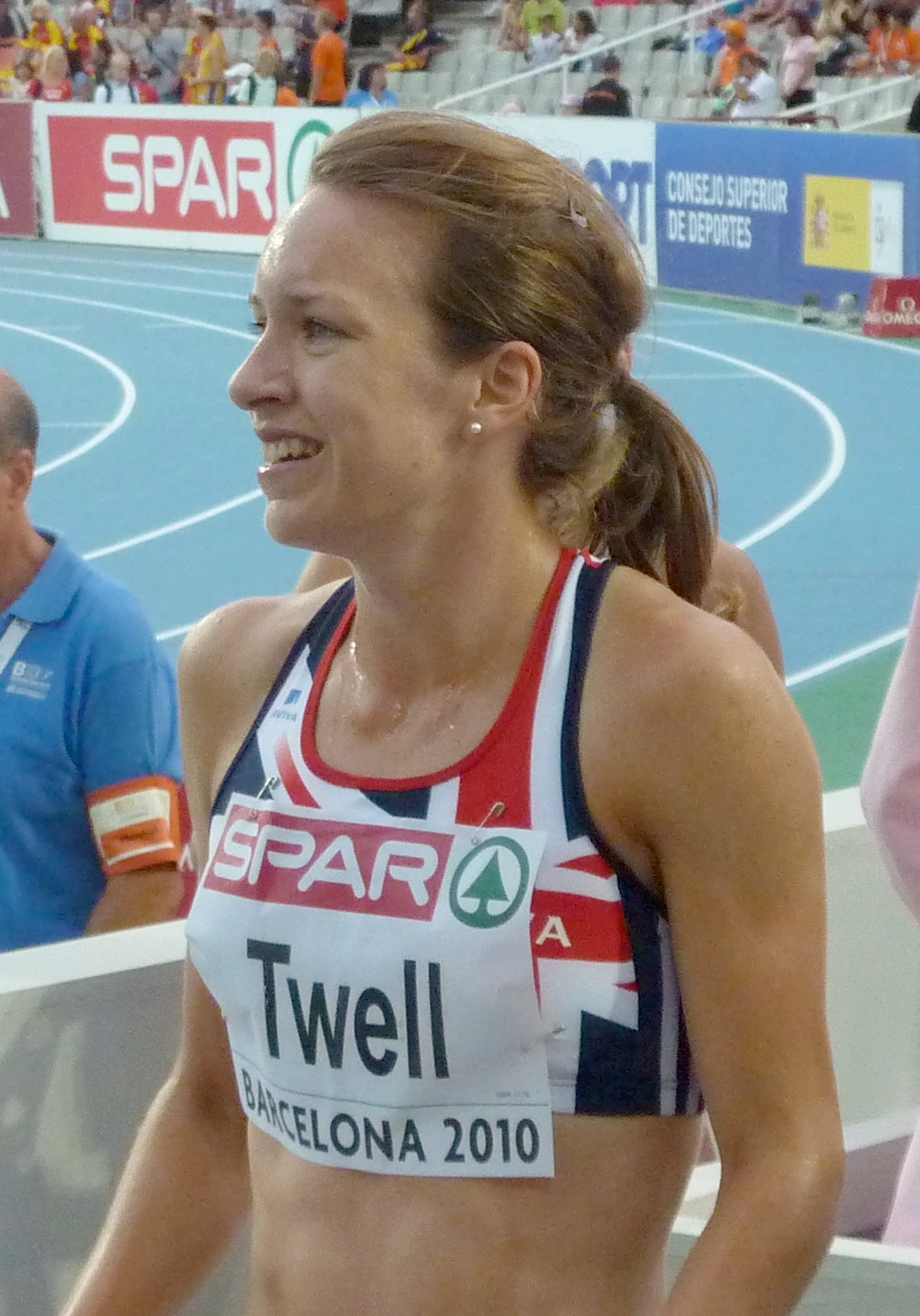
Stephanie Twell kam auf den fünften Platz

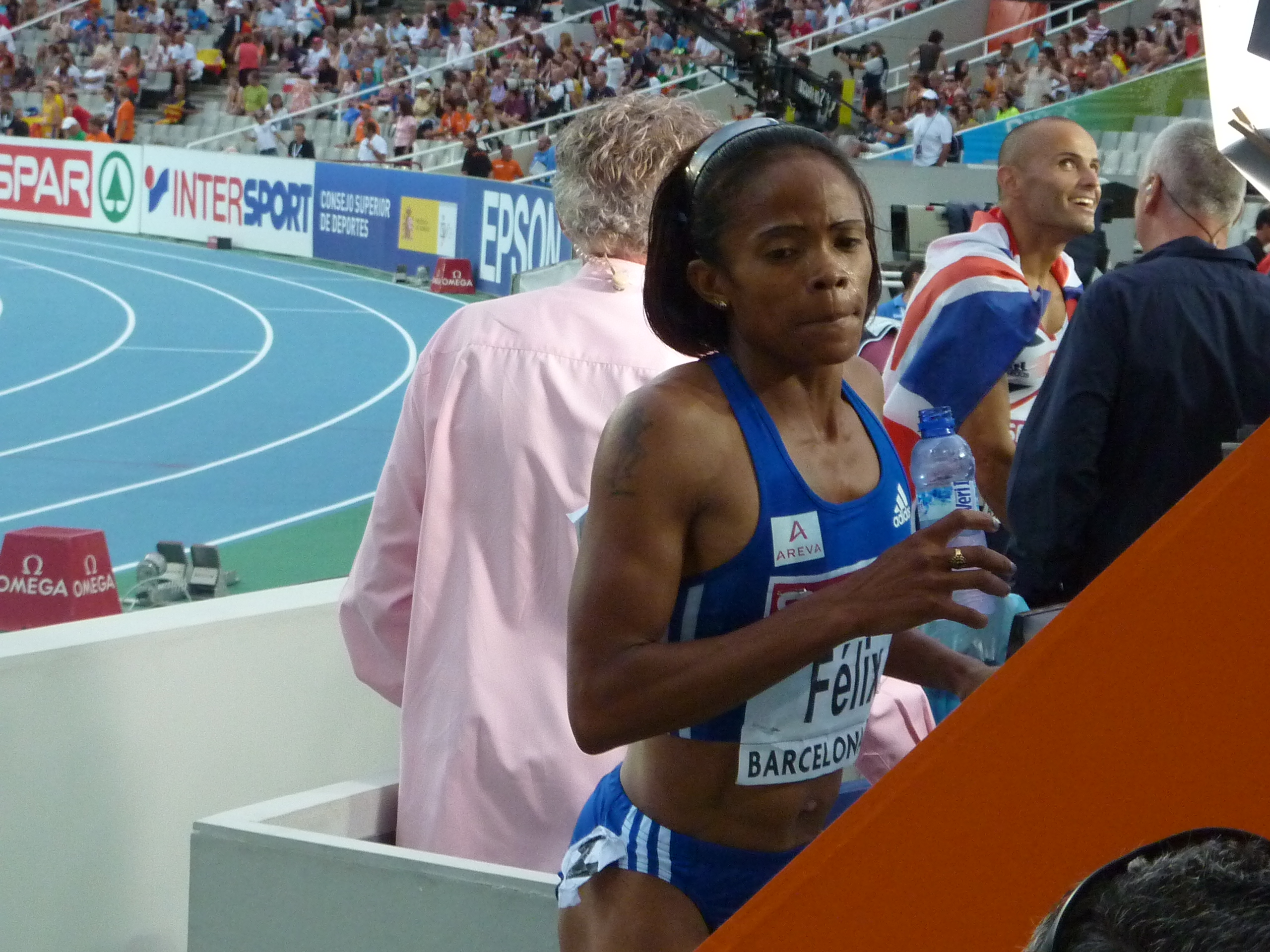
Fanjanteino Félix erreichte Platz sechs
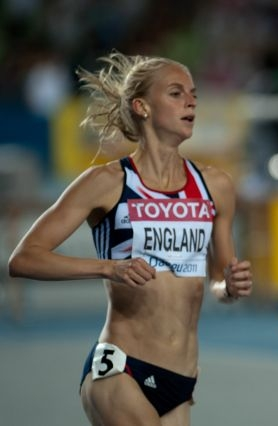
Hannah England wurde Achte
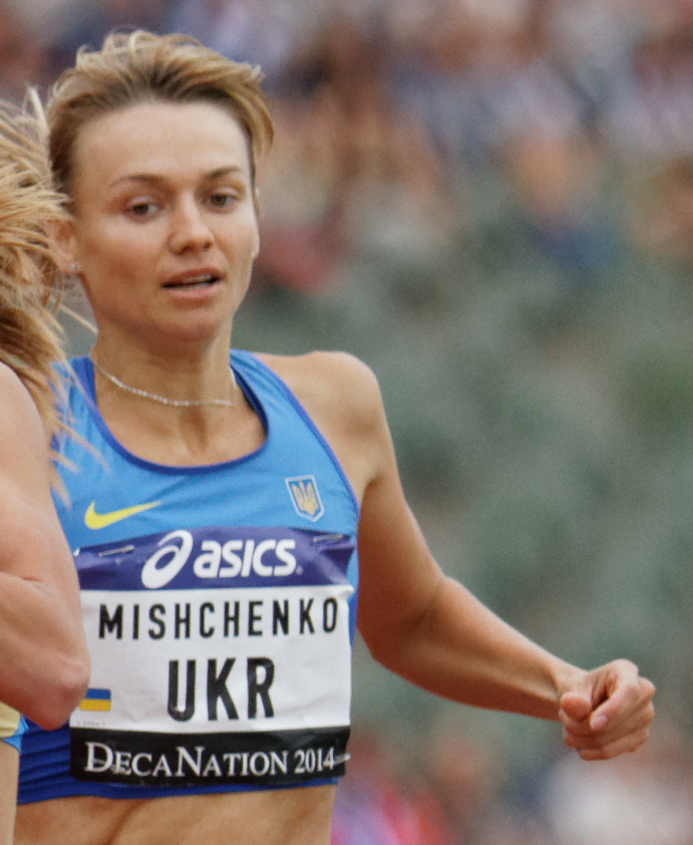
Die neuntplatzierte Anna Mischtschenko

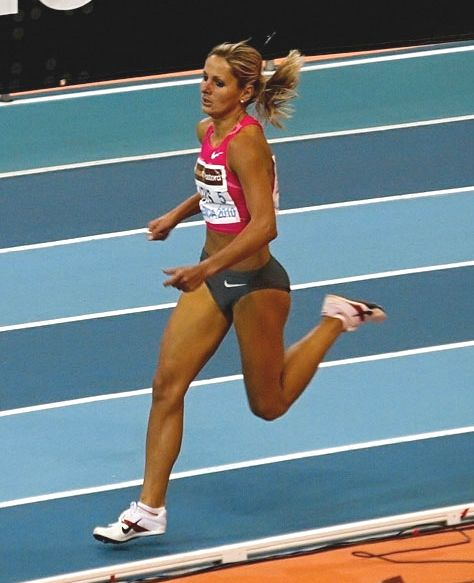
Sylwia Ejdys – Rang zehn
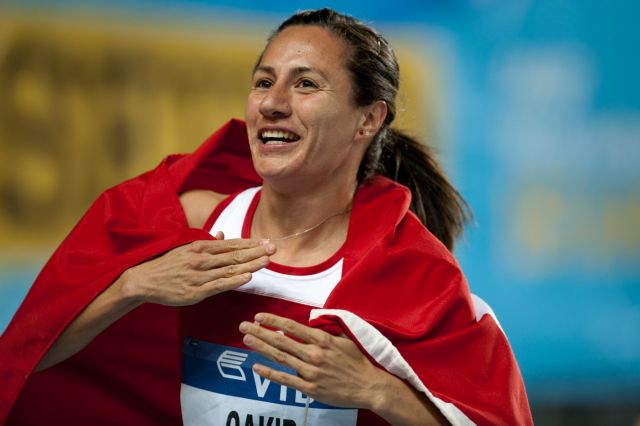
Aslı Çakır Alptekin war als Dopingbetrügerin unberechtigt im Finale dabei
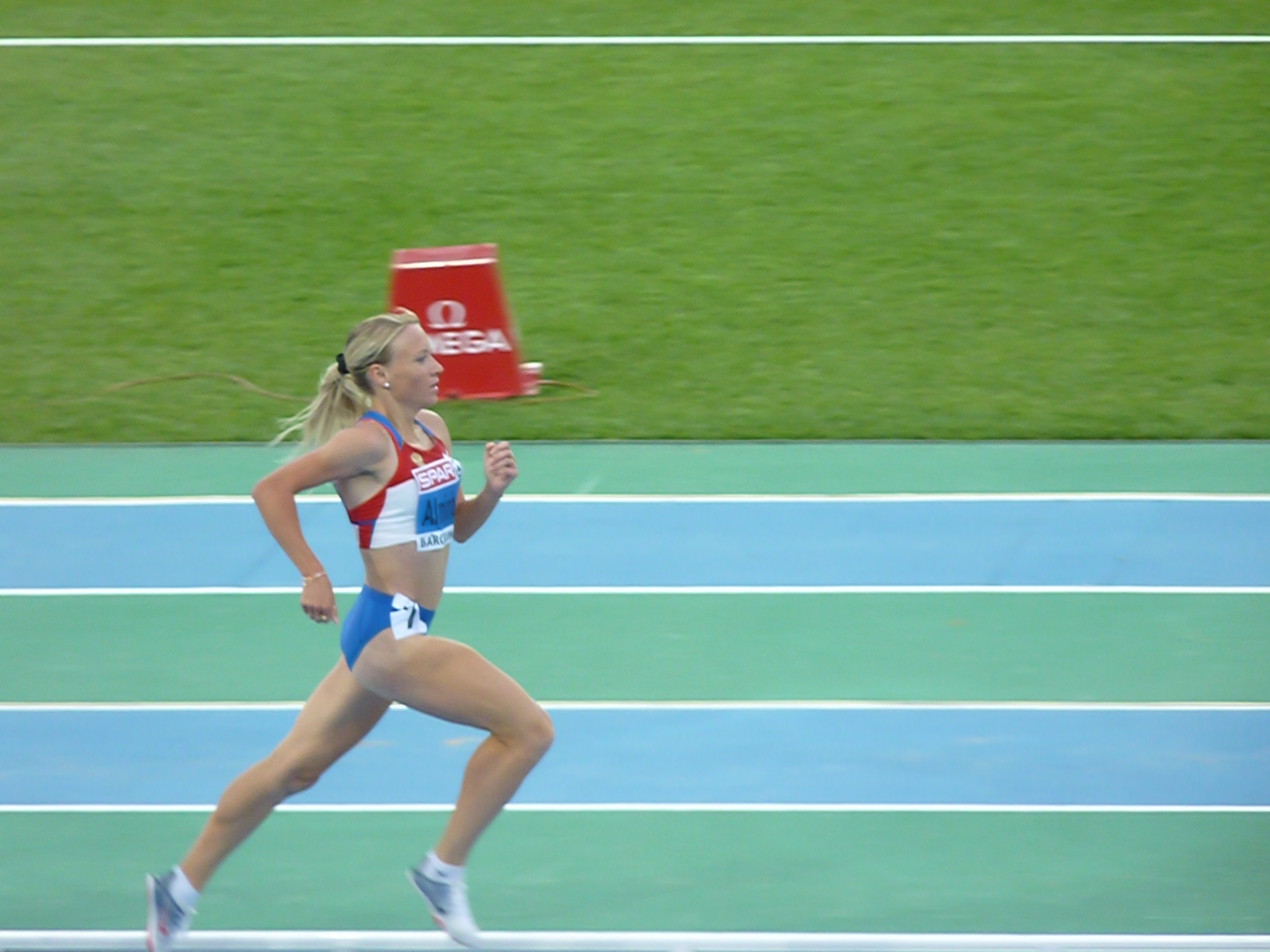
Anna Alminowa wurde später als Dopingsünderin enttarnt

## Videolink
- Women's 1500m Final | Barcelona 2010 youtube.com, abgerufen am 19. Februar 2023